# Червоне літо 1919
Червоне літо (Red Summer of 1919) — термін, уведений афроамериканським письменником, політиком, науковцем і борцем за права людини Джеймсом Велдоном Джонсоном (James Weldon Johnson). Використовується для опису кривавих расових бунтів, що спалахували впродовж літа–осені 1919 року в кількох містах як Півдня, так і Півночі США. Найбільша кількість жертв зафіксована в містах Чикаго, Вашингтон та Елейн (штат Арканзас).
В цей період у Штатах сталося 26 бунтів, у яких жертвами фізичного насильства були чорношкірі.
Ці виступи були спровоковані повоєнними расизмом, безробіттям, інфляцією та насильством з боку радикальних політичних груп. У 1919 було підраховано, що за час Першої світової війни трудова міграція з аграрного Півдня до індустріальних міст Півночі та Середнього Заходу охопила 500 000 афроамериканців. Під час війни афроамериканські робітники заповнили багато робочих місць, залишених мобілізованими білими чи створених через військові потреби. В деяких містах чорні були взяті на роботу як штрейкбрехери, особливо під час страйків 1917 року. Деякі невдоволені чорношкірі робітники приєднувалися до радикальних політичних організацій, таких як Братство африканської крові (African Blood Brotherhood) або компартія.
Всі ці дії підвищували обурення та підозру в середовищі білих, особливо серед робітничого класу. Після війни різка демобілізація та відсутність контролю за цінами призвели до інфляції та безробіття. В результаті, конкуренція між чорними та білими за робочі місця стала дуже жорсткою. Білі робітники були обурені заміщенням їх менш кваліфікованими працівниками. Нестабільність була підігріта тривогами щодо нових віянь від нещодавніх іммігрантів з Європи. Серед них було чимало членів радикальних політичних чи профспілкових організацій — комуністів, Індустріальних робітників світу (Industrial Workers of the World, IWW), анархістів (таких, як Луїджі Галлеані), що відкрито пропагували насильницьке скинення уряду і «пропаганду дією». Це був час «Червоного страху» (First Red Scare) — боязні анархізму та іншої радикальної політичної пропаганди після більшовицької революції в Росії. Афроамериканці, приваблені ідеєю самостійного врядування, побудованого на марксових принципах (як Cyril Briggs), приваблені політичною філософією соціалізму чи комунізму (як W. E. B. Du Bois) чи навіть ті, хто просто захищав расову рівність, трудові права або право на самозахист чорношкірих, були затавровані як радикали або революціонери.
На відміну від попередніх расових заворушень у історії США, заворушення 1919 вперше зафіксували організований чорний спротив, частково завдяки зростанню руху збройного опору на чолі з Братством африканської крові.

## Бунти
З 1 січня по 14 вересня 1919 щонайменше 43 афроамериканці були лінчовані, а 8 спалені.
| 10 травня     | Чарлстон, Південна Кароліна | Матроси ВМС США очолили заворушення, вбивши щонайменше одну людину і примусивши місто кілька тижнів жити у військовому стані. |
| 10 травня     | Sylvester, Georgia          | Один загиблий. |
| 29 травня     | Putnam County, Georgia      | |
| 31 травня     | Monticello, Mississippi     | |
| 13 червня     | New London, Connecticut     | |
| 13 червня     | Memphis, Tennessee          | |
| 27 червня     | Аннаполіс (Меріленд)        | |
| 27 червня     | Macon, Mississippi          | |
| початок липня | Longview, Texas             | Щонайменше четверо вбитих, погром чорного кварталу. |
| 3 липня       | Bisbee, Arizona             | Місцева поліція атакувала кавалерійський полк, сформований з сегрегованих чорношкірих. (10th Cavalry Regiment) |
| 5 липня       | Scranton, Pennsylvania      | |
| 6 липня       | Dublin, Georgia             | Двоє загиблих. |
| 7 липня       | Philadelphia, Pennsylvania  | Щонайменше один загиблий. |
| 8 липня       | Coatesville, Pennsylvania   | |
| 9 липня       | Tuscaloosa, Alabama         | |
| 11 липня      | Baltimore, Maryland         | |
| 15 липня      | Port Arthur, Texas          | |
| 19 липня      | Washington, D.C.            | 6 загиблих і 150 поранених за 5 днів заворушень. |
| 21 липня      | Norfolk, Virginia           | Натовп атакував чорношкірих солдатів, що поверталися, і розгромив помешкання чорних. Щонайменше 6 людей було застрелено, доки морська піхота придушила протестуючих. |
| 23 липня      | New Orleans, Louisiana      | |
| 23 липня      | Darby, Pennsylvania         | |
| 26 липня      | Hobson City, Alabama        | |
| 27 липня      | Chicago, Illinois           | 50 (за неофіційними даними, набагато більше) загиблих після 5 днів заворушень. Натовп громив помешкання та бізнес чорношкірих. Для наведення порядку були викликані тисячі поліцейських. |
| 28 липня      | Newberry, South Carolina    | |
| 31 липня      | Bloomington, Illinois       | |
| 31 липня      | Syracuse, New York          | |
| 31 липня      | Philadelphia, Pennsylvania  | |
| 4 серпня      | Hattiesburg, Mississippi    | |
| 6 серпня      | Texarkana, Texas            | |
| 21 серпня     | New York City, New York     | |
| 29 серпня     | Ocmulgee, Georgia           | Один загиблий. |
| 30 серпня     | Knoxville, Tennessee        | Натовп штурмував окружну тюрму, щоб звільнити 16 білих в'язнів, включаючи засуджених вбивць. Перемістившись до чорного кварталу, З натовп вбив щонайменше 7 і поранив понад 20 людей. |
| 28 вересня    | Omaha, Nebraska             | 10-тисячний білий натовп лінчував одну людину і знищив майна на $1,000,000, включаючи спалення окружного суду. |
| 1 жовтня      | Elaine, Arkansas            | Був застрелений білий, що намагався зірвати організацію мітингу чорних здольщиків. У відповідь білі землевласники сформували групу для атаки чорних фермерів. 5 білих і 100—200 чорних загинули у сутичках. 79 чорних після цього були засуджені, 12 — до смерті. Були подані апеляції до Верховного Суду США, який відмінив вироки через неналежне проведення судових процесів. |